# Tam gdzie spadają anioły
Tam gdzie spadają anioły – powieść Doroty Terakowskiej wydana przez Wydawnictwo Literackie w 1999 r., wyróżniona nagrodą polskiej sekcji IBBY. Oprócz warstwy fabularnej, sporo miejsca zajmują w niej rozważania mistyczne (biblijne, religijne, filozoficzne, ontologiczne).

## Bohaterowie
Bohaterowie obdarzeni imionami przewijającymi się w całej twórczości autorki.
Ewa – główna bohaterka
Jan – ojciec Ewy, z zawodu informatyk
Anna – matka Ewy, artystka (rzeźbiarka)
Maria – matka Anny (babcia Ewy)
Samotny Pan, Samotna Pani – mieszkańcy osiedla.

## Fabuła
Ewa w wieku pięciu lat traci swego Anioła Stróża o imieniu Ave należący do Aniołów Światła. Ave jako jeden z aniołów chciał pokazać się ludziom w pełnej okazałości i przez to zostaje pokonany w wyczerpującej i niszczącej walce z Aniołami Ciemności. Razem z nim spada jego mroczne alter ego – Vea, przybierający różne postacie: pająka, robaka, karalucha a najczęściej czarnego kruka. W wyniku walki Ave traci anielskie skrzydła i przebywając na ziemi jako pół-człowiek, pół-anioł czeka na swoją śmierć. Jest słaby, zaniedbany, bezdomny zamieszkując na opuszczonej parceli, niedaleko osiedla ludzi bogatych (klasa średnia). Jedno z piór po walce aniołów odnajduje dziewczynka Ewa, która szybko domyśla się, kim on jest. Ponieważ Anioł stracił skrzydła za karę będzie musiał umrzeć i pogrążyć się w mroku. Z chwilą gdy Ave przegrał walkę spotykają same nieszczęścia. Po wielu drobnych wypadkach, okazuje się, że choruje na wyjątkowo zjadliwą postać białaczki i lekarze nie dają jej szans. Cała rodzina postanawia jej pomóc zgłębiając informacje o aniołach. Babcia znajduje wtedy pióro Avego, zgubione kilka lat wcześniej podczas upadku na ziemię. Anioł chce ratować dziewczynkę, dlatego zdradza jej tajemnicę, jak umocnić pióro, aby on odzyskał moc i mógł jej pomóc. W tym celu konieczne jest wykonanie trzech zadań, które mają zmienić życie różnych ludzi. W końcu wszystko kończy się szczęśliwie, ale do happy endu prowadzi długa droga. Ewa odzyskuje zdrowie, jej pragmatyczny ojciec uzależniony od Internetu odzyskuje wiarę w Boga, matka – artystka cierpiąca na brak weny twórczej – robi wspaniałą Pietę. Ave sprawia, że cała rodzina zapomina o jego ingerencji. Za karę, za zdradzenie niebiańskich tajemnic, zostaje wypędzony na samotną planetę. Po wielu wiekach jednak Bóg zaludnia ją i Ave staje się jej Archaniołem.